# King Krule
Archy Marshall, powszechnie znany pod pseudonimem King Krule (ur. 24 sierpnia 1994 w Londynie) – angielski piosenkarz, autor tekstów, producent i muzyk. W 2010 roku rozpoczął tworzenie muzyki jako „Zoo Kid”. Następnego roku przyjął nazwę „King Krule”. Wydał kilka minialbumów. Jego debiutancki album „6 Feet Beneath the Moon”, wydany w 2013 roku przez wytwórnie True Patnther oraz XL Recordings, zebrał zdecydowanie pozytywne recenzje. Styl jego muzyki jest trudny do zdefiniowania łącząc elementy wielu gatunków, takich jak: punk jazz, hip hop, darkwave czy trip hop.

## Życie i kariera
Dzieciństwo Archy’ego Marshalla było podzielone pobytami w domu matki, mieszkającej w East Dulwich, a ojca przebywającego w Peckham. Jak twierdzi sam artysta w tym okresie dużo wycierpiał. W wieku 13 lat zaczął odmawiać chodzenia do szkoły. Jego rodzicom grożono więzieniem w wypadku gdyby ich syn nie zaczął ponownie do niej uczęszczać. Podczas wywiadu dla The Guardian, Archy wyznał, że w tym okresie wykryto u niego przynajmniej jedną chorobę umysłową, przez co znienawidził służbę zdrowia. Cierpiał również na bezsenność, słuchanie wtedy takich zespołów jak Pixies czy The Libertines, zainspirowało go do tworzenia pejzaży dźwiękowych. Jak mówił w wywiadzie dla Pitchfork - jedyną szansą na uśnięcie pozostawała dla niego muzyka klasyczna, takich artystów jak Penguin Café Orchestra, Erik Satie, Claude Debussy czy Maurice Ravel.
Archy Marshall uczył się w Forest Hill School, a następnie w Brit School, wtedy też zaczął współpracę z Jamiem Isaakiem (2008-2011) oraz wydał dwa single jako „Zoo Kid”. W lipcu 2011 roku po raz pierwszy wystąpił pod pseudonimem King Krule, było to na festiwalu muzycznym w mieście Hyères we Francji. Następnie, tego samego roku wydał minialbum zatytułowany „King Krule”.
Jego nowy pseudonim artystyczny wziął się od filmu „King Creole”.
9 grudnia 2012 został nominowany do Sound of 2013. Jest to coroczne głosowanie, organizowane przez BBC, mające na celu wyłonienie najbardziej obiecującego talentu muzycznego.
King Krule wydał swój debiutancki album 6 Feet Beneath the Moon 24 sierpnia 2013. Większość utworów była co prawda wydana na wcześniejszych minialbumach. Premiera płyty otworzyła mu drogę do pokazania się w takich programach jak Late Show with David Letterman, czy u amerykańskiego komika Conana O'Briena. W październiku tego samego roku rozpoczął trasę po Europie, pojawiając się również w Polsce na festiwalu Tauron Nowa Muzyka w Katowicach. Po sukcesie europejskiej trasy zapowiedział koncerty w Ameryce Północnej. Jego sztandarowy utwór „Easy Easy” ma aktualnie ponad 6 000 000 wyświetleń na YouTube.
W grudniu 2015, Marshall wydał swój drugi album „A New Place 2 Drown”, tym razem pod swoim prawdziwym nazwiskiem.
13 października 2017 ukazał się jego drugi album wydany jako King Krule zatytułowany „The Ooz”.
16 lutego 2018 ponownie pojawił się w Polsce, w warszawskiej Progresji w ramach festiwalu World Wide Warsaw.

## Dyskografia
| Album                                     | Szczegóły |
| ----------------------------------------- | --- |
| 6 Feet Beneath the Moon                   | - Wydana: 26 sierpnia 2013 - Wytwórnia: XL/True Panther Sounds - Nośniki: CD, Płyta gramofonowa, Digital Download, Kaseta magnetofonowa |
| A New Place 2 Drown (jako Archy Marshall) | - Wydana: 10 grudnia 2015 - Wytwórnia: XL/True Panther Sounds - Nośniki: CD, Płyta gramofonowa, Digital Download, Kaseta magnetofonowa  |

## Mini-albumy
- 2010: U.F.O.W.A.V.E. (Jako Zoo Kid)
- 2010: Out Getting Ribs/Has This Hit 7 - single (Jako Zoo Kid/wytwórnia House Anxiety Records)
- 2011: King Krule EP (Jako King Krule/wytwórnia True Panther)
- 2012: Rock Bottom/Octopus 12" - single (Jako King Krule/wytwórnia Rinse)

## Inne
- 2014: City Rivims Mk 1 (Jako Sub Luna City)[11]